# Rye Whiskey

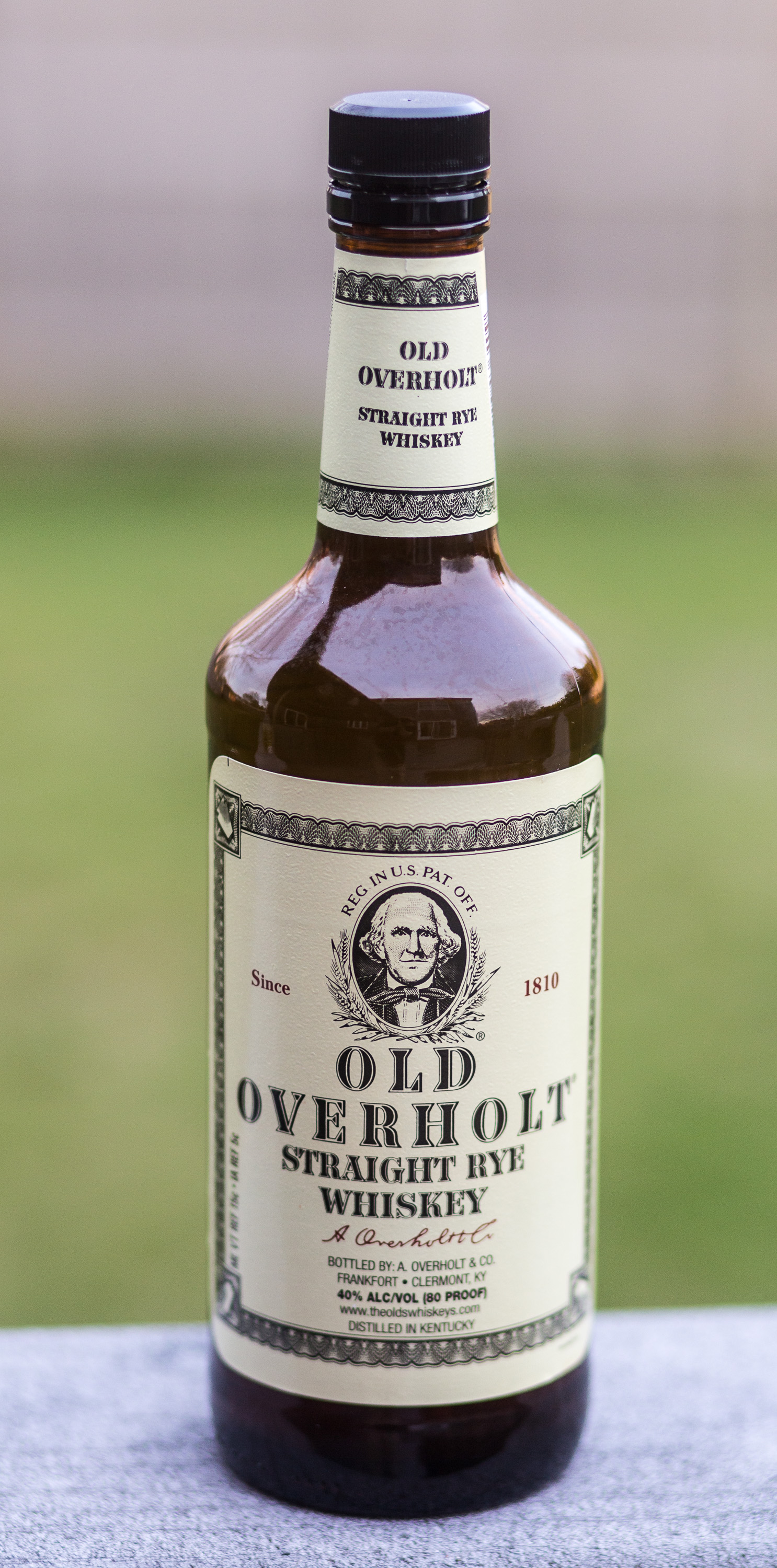
US-amerikanischer Rye Whiskey

Rye Whiskey oder Rye Whisky („rye“ englisch für „Roggen“) ist ein Whisky, der aus einer roggenhaltigen Maische gebrannt wird. Dieser wird vor allem in Nordamerika hergestellt. In den Vereinigten Staaten von Amerika ist gesetzlich ein Roggenanteil von 51 % in der zugrunde liegenden Getreidemischung vorgeschrieben, um einen Whiskey als Rye Whiskey zu bezeichnen. Jeder kanadische Whisky darf aus historischen Gründen als Rye Whisky bezeichnet werden – unabhängig davon, ob überhaupt Roggen in seiner Produktion eine Rolle spielte.
Rye Whisky war bis zur Zeit der Prohibition der vorherrschende Whisky in Nordamerika. Die Destillerien in den nördlichen Staaten wie Maryland und Pennsylvania überlebten die Prohibition allerdings nicht. In Kanada wurde im 20. Jahrhundert der Roggen zunehmend durch Mais und Weizen in der Herstellung ersetzt. Erst in den letzten Jahrzehnten mit dem Aufkommen der Single Malts und einer stärkeren Diversifizierung des Whisky-Markts feiert auch der Rye Whisky wieder ein Comeback. Im Vergleich zu Bourbon Whiskey schmeckt Rye Whisky würziger, trockener und bitterer.

## USA

### Gesetzliche Grundlagen
In den USA muss Rye Whiskey aus mindestens 51 % Roggen hergestellt werden. Er muss zwei Jahre in neuen, verkohlten Eichenfässern lagern, darf bei der Destillation nicht mehr als einen Alkoholgehalt von 80 Volumen-% haben. Bei der Befüllung von den Fässer gilt eine Obergrenze von 62,5 Volumen-% Alkohol, bei der Abfüllung in Flaschen gilt eine Untergrenze von 40 Volumen-% Alkohol.

### Bis ins 20. Jahrhundert
In den frühen Zeiten der USA war Rye Whiskey der vorherrschende Whiskey. Im späten 18. und frühen 19. Jahrhundert entwickelten sich der Monongahela-Stil (Pennsylvania) und der Maryland-Stil. Roggen wuchs in den kühleren Staaten des Nordostens besonders gut und war den europäischen Einwanderern bereits von zu Hause bekannt. Die ersten großen Whiskey-Destillerien in den Vereinigten Staaten entstanden in Pennsylvania und produzierten Rye Whiskey. Die Whiskey-Rebellion von 1794, das erste Mal, dass die neue US-Regierung Truppen gegen die eigene Bevölkerung einsetzte, entzündete sich an einer neu eingeführten Alkoholsteuer, gegen die sich die Rye-Whiskey-Produzenten Pennsylvanias auflehnten.
In der Zeit der Prohibition stellten sich die Verbraucher auf weniger kräftige Spirituosen wie Gin, Rum oder Blended Whisky um, die erst geschmuggelt und dann heimlich produziert wurden. Der Geschmack veränderte sich so, dass die großen Rye-Whiskey-Destillerien auch nach der Prohibition keine Abnehmer mehr fanden und den Betrieb einstellen mussten. Prototypisch für die Zeit nach der Prohibition ist der Folk-Song Rye Whiskey, geschrieben 1936 von Tex Ritter, der aus der Ich-Perspektive das Leben eines glücklosen und von der Zeit überholten Rye-Whiskey-Trinkers schildert.

### Seit den 2000ern
Eine Renaissance erlebte der Rye Whiskey in den Vereinigten Staaten etwa seit den 2000ern, als er neue Käuferschichten anzog. Allein zwischen 2009 und 2014 stieg die Produktion auf das Sechsfache von 88.000 Cases (je neun Liter) zu 561.000 Cases. Die New York Times beschrieb das Phänomen 2015 „Rye Whiskey, einst der Drink alter Menschen, ist mittlerweile der Drink junger Menschen.“
Um die Jahrtausendwende gab es weniger Produzenten, Jim Beam Rye, Old Overholt und Wild Turkey Rye dominierten den kleinen Markt, während es 2015 mehrere Dutzend Produzenten mit US-weiter Verbreitung gab. Der Trend wurde dabei von Klein- und Mikrodestillerien wie Anchor Distilling gestartet, während die großen Whiskey-Brennereien Kentuckys erst seit etwa 2008 in den Markt einstiegen. Ab etwa 2012 gab es dann vermehrt Angebote verschiedener etablierter Destillerien auf den Markt. Während Wild Turkey bis in die 2000er hinein etwa zwei Tage im Jahr Rye produzierte und den Rest der Zeit Bourbon, waren es 2015 etwa 2 Tage im Monat. Heute wird US-Rye-Whisky vor allem von den großen Bourbon-Brennereien in den Südstaaten Kentucky und Tennessee und der MGP Distillery in Indiana produziert. Diese haben sich auf den Trend zu teureren und spezialisierten Whiskeys eingelassen und produzieren den Rye Whiskey oft unter historischen Labels und Markennamen aus Pennsylvania oder Maryland.
Zu den heute populären Rye Whiskeys gehören Rittenhouse Rye 100 Proof, Pikesville (beide Heaven Hill Destillery), Sazerac 18 Year Old, Van Winkle Family Reserve 13 Year Old (beide Buffalo Trace Destillery), Red Hook Rye 23 Year Old, Michter’s 10 Year Old Straight Rye Whiskey (beide Kentucky Bourbon Distillers), Old Overholt Four Year Old (Jim Beam), Russel’s Reserve (Wild Turkey). Aus Indiana kommt beispielsweise Bulleit Rye. Darüber hinaus produzieren sie auch unter eigenem Markennamen wie Jim Beam Rye, Wild Turkey Straight Rye Whiskey und Jack Daniels Rye. In den letzten Jahren sind allerdings auch weitere Destillerien in anderen Teilen der USA neu entstanden. Popularität gewann Rye Whiskey als Zutat für Cocktails, wo Mixer sein im Vergleich zu Bourbon intensiveres und trockeneres Aroma schätzen. Mittlerweile gibt es aber auch teure Premiumprodukte, die vor allem zum puren Trinken gedacht sind. Heute unterscheiden wir zwischen fünf Stilrichtungen bei Rye Whiskeys: Monongahela- oder Pennsylvania-Stil, Maryland-Stil, Indiana-Stil, Tennessee-Stil und Empire-Stil.
Eine Besonderheit ist der Old Potrero Rye Whiskey von Anchor Distilling in San Francisco, dessen Maische nur aus Roggen besteht. Dieser wird US-weit einmal als einjähriger und einmal als dreijähriger 'Straight Rye' vertrieben.

### Nutzung in Cocktails
Viele klassische Whiskey-Cocktails wie der Old Fashioned, der Manhattan oder der Sazerac sahen ursprünglich Rye als Whiskey-Zutat vor. Erst mit dem allmählichen Verschwinden des Ryes wurde dieser in Rezepten oft durch Bourbon ersetzt. Anhänger des Ryes weisen vor allem auf dessen intensiveren und weniger süßen Geschmack hin, der sich besser mit den anderen Zutaten ergänze.

### Sonstiges
Während es heute wieder einen Markt für reinen Rye Whiskey gibt, wird der größte Teil der Produktion weiterhin mit neutralem Alkohol und/oder anderen Whiskeys verschnitten, um Blended Whiskey herzustellen.

## Kanada
In Kanada wurden lange Zeit alle Whiskys mit einem hohen Anteil von Roggen hergestellt, so dass eine Zeit lang Canadian Whisky und Rye Whisky nahezu synonym waren. In den letzten Jahrzehnten allerdings wurde, bis auf wenige Ausnahmen, der Roggen zunehmend durch Mais und Weizen ersetzt. Kanadische Whiskys dürfen zwar das Etikett Rye Whisky tragen, in den meisten Fällen wurden diese aber ohne oder nur mit wenig Roggen hergestellt. Die gesetzlichen Vorschriften für Canadian Whisky und Canadian Rye Whisky sind identisch und nehmen keinen Bezug auf die Grundstoffe, aus denen das Getränk hergestellt wird.